# Limnozetes latilamellatus
Limnozetes latilamellatus är en kvalsterart som beskrevs av Valerie M. Behan-Pelletier 1989. Limnozetes latilamellatus ingår i släktet Limnozetes och familjen Limnozetidae. Inga underarter finns listade i Catalogue of Life.